# OmniGraffle
 (octobre 2023).
Si vous disposez d'ouvrages ou d'articles de référence ou si vous connaissez des sites web de qualité traitant du thème abordé ici, merci de compléter l'article en donnant les références utiles à sa vérifiabilité et en les liant à la section « Notes et références ».
OmniGraffle est un logiciel de création de diagrammes pour Mac OS X développé par Omni Group.

## Description
Dans beaucoup d'aspects, OmniGraffle est similaire à Microsoft Visio, de plus la version professionnelle de OmniGraffle peut aussi bien importer qu'exporter des documents Visio. Il peut être utilisé pour réaliser des diagrammes simples, des organigrammes ou des illustrations. Il fonctionne grâce à une interface WYSIWYG tout en glissant-déposant. Des palettes regroupant des motifs sont disponibles sous la forme d'extensions et les utilisateurs peuvent également créer leurs propres palettes.
OmniGraffle tire entièrement profit de la couche graphique de Mac OS X plus connue sous le nom d'Aqua, et bénéficie de l'anti-crènelage, déformations lissées, ombres portées transparentes… La dernière version de OmniGraffle ajoute le support des courbes de Bézier et la construction de graphiques hiérarchiques à partir d'éléments de texte.
OmniGraffle permet d'organiser l'information avec des techniques intuitives, aussi bien qu'avec un gestionnaire de style avancé, permettant d'organiser très facilement des prototypes de pages web ou des documents PDF, aussi bien et aussi rapidement que des schémas ou des croquis.

## Logiciels comparables
- Dia (logiciel libre)
- Microsoft Visio (Microsoft Windows)